# Győrújbarát
Győrújbarát is een plaats (község) en gemeente in het Hongaarse comitaat Győr-Moson-Sopron. Győrújbarát telt 4613 inwoners (2001).

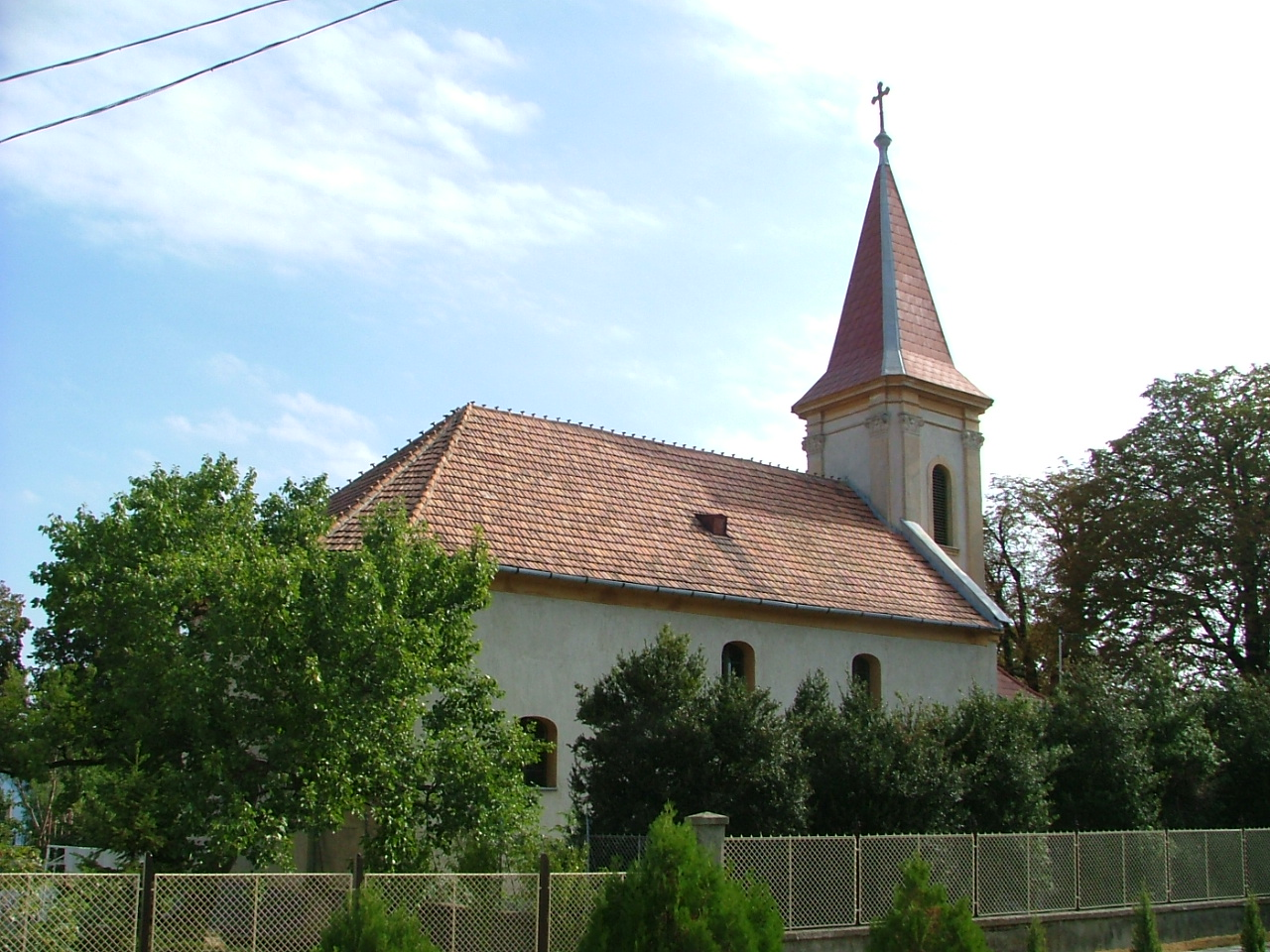
Kerk